# Neonauclea artocarpoides
Neonauclea artocarpoides är en måreväxtart som beskrevs av Colin Ernest Ridsdale. Neonauclea artocarpoides ingår i släktet Neonauclea och familjen måreväxter. Inga underarter finns listade i Catalogue of Life.